# Івановка (Слободо-Туринський район)
Іва́новка (рос. Ивановка) — присілок у складі Слободо-Туринського району Свердловської області. Входить до складу Усть-Ніцинського сільського поселення.
Населення — 147 осіб (2010, 157 у 2002).
Національний склад населення станом на 2002 рік: росіяни — 94 %.